# کوماکی، آیچی
کوماکی، آیچی از شهرهای استان آیچی ژاپن است که جمعیت آن در ۱ ژانویه ۲۰۰۸ ۱۴۹٬۰۶۰نفر بوده‌است.